# Anthidium deesense
Anthidium deesense is een vliesvleugelig insect uit de familie Megachilidae. De wetenschappelijke naam van de soort is voor het eerst geldig gepubliceerd in 1947 door Mavromoustakis.